# Estampado
Estampado é o terceiro álbum de estúdio da artista musical brasileira Ana Carolina, lançado em 8 de agosto de 2003 pelo selo BMG/Ariola.
O álbum apresenta uma diferença dos seus antecessores, tendo em conta que a sua sonoridade possui elementos de pop rock em algumas faixas, mesclado a tradicional MPB e a música pop, já exploradas em seus álbuns antecessores. As faixas foram produzidas por Remo Brandalise, Jefferson, Marisa, Liminha.
O álbum marcou a primeira vez que a interprete assina autoria da maior parte das canções do um álbum seu, sendo algumas assinadas em parceria com Antonio Villeroy, Vitor Ramil, Celso Fonseca, Bebeto Alves, entre outros. Foi também a primeira vez que a interprete trabalhou com o cantor brasileiro Seu Jorge. Juntos, eles escreveram o conceito e letra de duas canções; "Não Fale Desse Jeito" e "O Beat da Beata", sendo que a última também apresenta a participação de Jorge nos vocais.
Para a divulgação do álbum, cinco singles foram extraídos de Estampado. "Nua", "Uma Louca Tempestade", "Elevador (Livro de Esquecimento)", "Pra Rua me Levar" e "Encostar na Tua", sendo as que três últimas tornaram-se as canções de maior êxito do álbum. O álbum teve duas certificações de disco de platina pela ABPD pelas mais 600 mil cópias vendidas.
Também foram lançados dois DVDs com conteúdos relacionados ao álbum. O primeiro DVD traz depoimentos de fãs, admiradores e amigos sobre sua carreira e alguns trechos onde narra como surgiu a composição de algumas das canções, onde no final de cada bloco canta algumas destas músicas com as participações de Chico Buarque, Chico César, João Bosco e Maria Bethânia. Já o segundo DVD, Estampado - Um Instante Que Não Pára, lançado em 2004, traz o registro de um show feito pela cantora nos dias 6 e 7 de agosto daquele ano no Claro Hall, Rio de Janeiro, para um público de 9 mil pessoas.

## Faixas
Todas as faixas escritas e compostas por Ana Carolina, exceto onde indicado. 
| N.º            | Título                              | Compositor(es)                       | Duração |  |
| 1.             | "Hoje Eu Tô Sozinha"                |                                      | 4:30    |  |
| 2.             | "Encostar na Tua"                   |                                      | 4:11    |  |
| 3.             | "2 Bicudos"                         | Antonio Villeroy                     | 3:56    |  |
| 4.             | "Elevador (Livro de Esquecimento)"  |                                      | 3:15    |  |
| 5.             | "Só Fala em Mim"                    | Ana, Antonio Villeroy, Celso Fonseca | 3:45    |  |
| 6.             | "É Hora da Virada"                  | Ana, Antonio Villeroy, Eugenio Dale  | 3:08    |  |
| 7.             | "Uma Louca Tempestade"              | Antonio Villeroy, Bebeto Alves       | 4:31    |  |
| 8.             | "Pra Rua Me Levar"                  | Ana, Antonio Villeroy                | 3:49    |  |
| 9.             | "É Mágoa"                           |                                      | 4:09    |  |
| 10.            | "Mais Que Isso"                     | Ana, Chico César                     | 3:55    |  |
| 11.            | "Vox Populi"                        |                                      | 2:25    |  |
| 12.            | "Vestido Estampado"                 |                                      | 3:04    |  |
| 13.            | "Nua"                               | Ana, Vitor Ramil                     | 4:03    |  |
| 14.            | "Não Fale Desse Jeito"              | Ana, Seu Jorge                       | 3:22    |  |
| 15.            | "O Beat da Beata" (feat. Seu Jorge) | Ana, Seu Jorge                       | 3:57    |  |
| Duração total: | Duração total:                      | Duração total:                       | 56:00   |  |

## Vendas e certificações
| Região                     | Certificação | Vendas  |
| -------------------------- | ------------ | ------- |
| Brasil (Pro-Música Brasil) | 2× Platina   | 600,000 |